# ヘブライ語聖書における魔術と占術

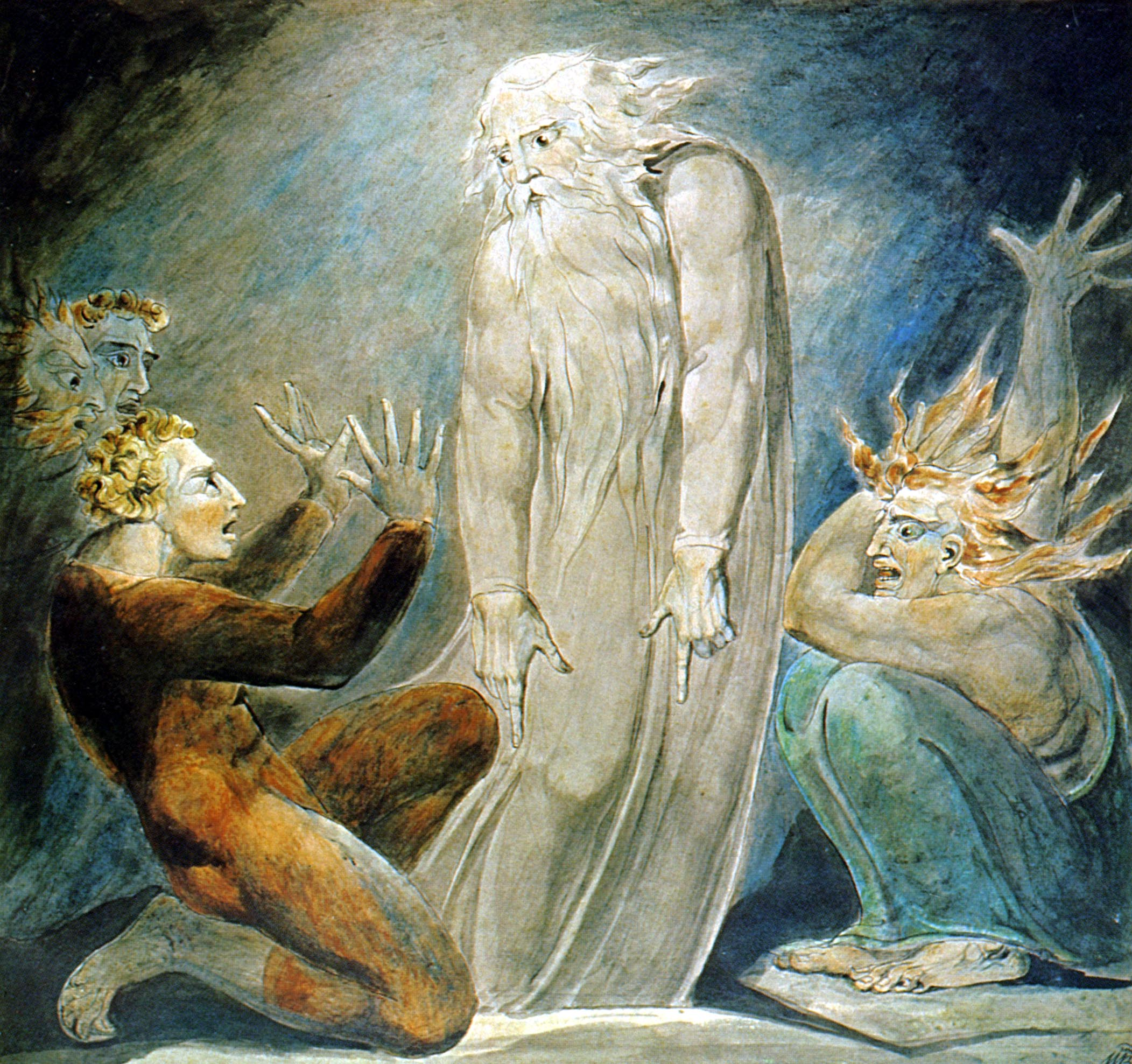
ウィリアム・ブレイク:サウル、サムエルの陰、エンドアの魔女。

ヘブライ語聖書（タナハまたは旧約聖書）には、様々な形の魔術や占いが言及されており、一般的には否定的なトーンで語られている。

## 魔術と占いの禁止
出エジプト記、レビ記、申命記には、さまざまな魔術や占いを禁止する法律が記されている。その中には次のようなものがある。
- レビ記19:26 - あなたは...魔術を使ってはならないし、占いをしてもならない
- レビ記20:27 - 霊媒師あるいは占いをするものは、必ず死刑に処される
- 申命記18:10-11 - あなたがたの間には占いをする者、卜者、易者、呪術師、霊媒師、巫（神おろしをするもの）などがいてはならない

アン・ジェファースによれば、霊媒術(神霊や死者の霊を呼び出す術)を禁じる法律が存在することは、イスラエルの歴史を通じて呪術、神降ろし等を行う霊媒術が問題を起こしていたことを証明している。